# Gerd Briese
Gerd Briese (auch Gert Briese; * 24. Dezember 1897 als Karl Gerhard Maximilian Hans Briese in Thorn, Westpreußen; † 13. August 1957 in Berlin) war ein deutscher Schauspieler, Drehbuchautor, Regisseur und Intendant.

## Leben
Briese besuchte das Gymnasium und studierte anschließend bis zur Promotion Germanistik an den Universitäten in München, Frankfurt am Main und Rostock. 1924 begann Dr. phil. Gerd Briese seine Schauspiellaufbahn vor der Kamera und versuchte sich sporadisch nebenbei als Drehbuchautor. Ende der 20er Jahre knüpfte Briese auch Kontakte zum Theater, später begann er außerdem Stücke zu inszenieren. Seine Kinolaufbahn endete abrupt mit Anbruch der Tonfilm-Ära. Fortan widmete sich Gerd Briese der Herstellung von Industriefilmen, ehe er mit Beginn des Zweiten Weltkriegs eingezogen wurde.
Nach 1945 widmete sich Briese wieder dem Theater. Zunächst wirkte er als Leiter der Abteilung Theater in der Kammer der Kunstschaffenden Berlin, von 1946 bis 1948 war er Intendant des Stadttheater Gießen. Zwischen 1949 und 1954 übernahm Briese die Intendanz des Staatstheaters Oldenburg. 1955 wechselte er als Regisseur des Schauspiels an das Theater der Jugend in Remscheid-Duisburg. In demselben Jahr sah man ihn nach langer Zeit auch wieder mit zwei Rollen in Kinofilmproduktionen.
Gerd Briese war ab 1938 mit Asta Gräfin von Roedern verheiratet. Er starb im Städtischen Krankenhaus Berlin-Wilmersdorf an den Folgen eines Verkehrsunfalls.

## Filmografie (als Schauspieler)
- 1924: Rosenmontag
- 1925: Reveille, das große Wecken (auch Drehbuch)
- 1925: Die vom Niederrhein (nur Co-Drehbuch)
- 1925: Frauen und Banknoten
- 1926: Das Gasthaus zur Ehe (nur Drehbuch)
- 1926: Die Piraten der Ostseebäder
- 1926: Die Flammen lügen
- 1926: Der Seekadett
- 1926: Verbotene Liebe
- 1927: U 9 Weddigen
- 1927: Ich hatte einst ein schönes Vaterland
- 1927: Die Lindenwirtin am Rhein
- 1927: Lützows wilde verwegene Jagd
- 1927: Funkzauber
- 1928: Freiwild
- 1928: Geschlecht in Fesseln
- 1929: Rosen blühen auf dem Heidegrab
- 1929: Meineid
- 1929: Der Sittenrichter § 218
- 1955: Benehmen ist Glückssache
- 1955: Es geschah am 20. Juli